# نقشه فرا مائورو

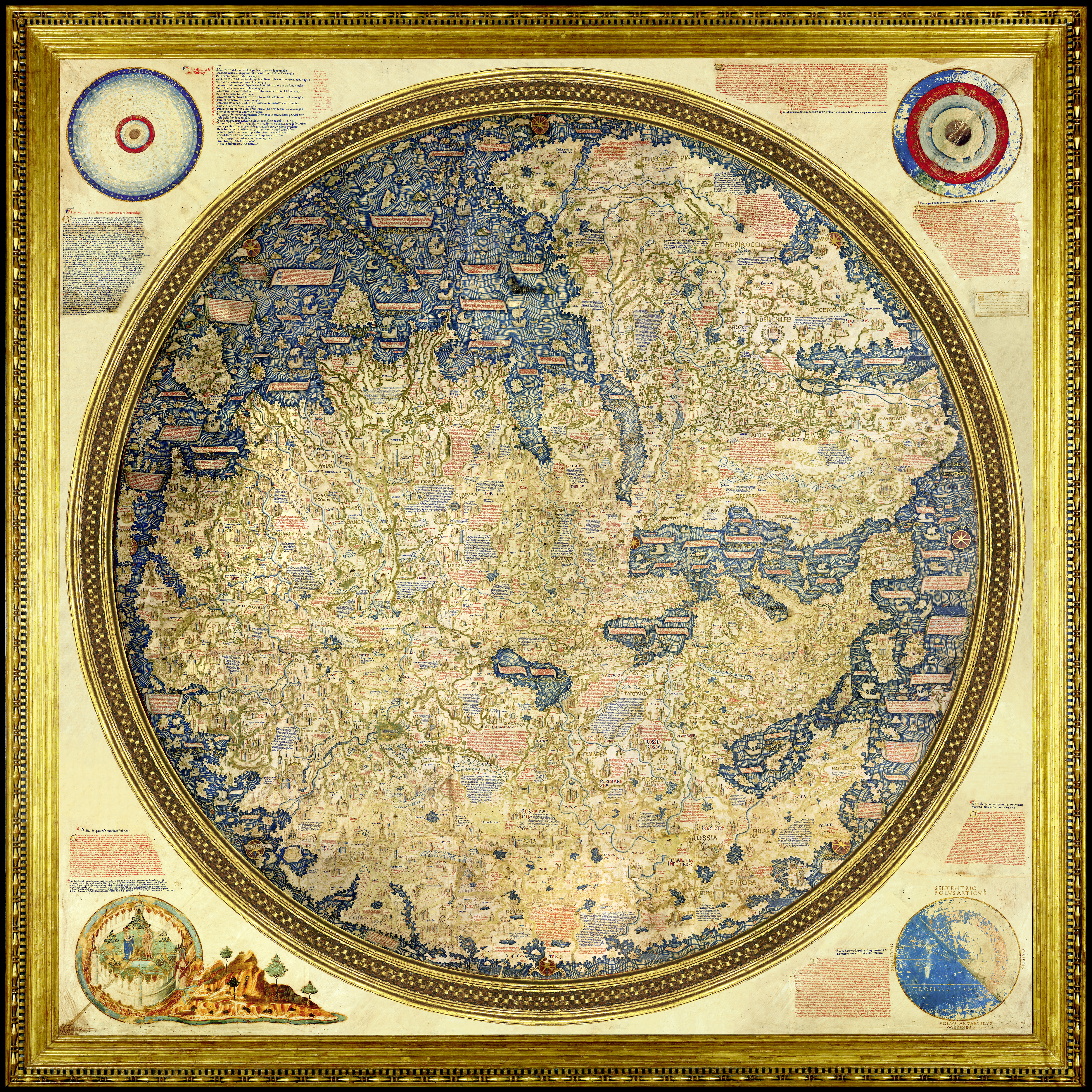
نقشه جهان فرا مائورو. این نقشه آسیا، آفریقا و اروپا را به تصویر می کشد.

نقشه فرا مائورو نقشه‌ای از جهان است که در حدود سال ۱۴۵۰ توسط نقشه‌بردار ایتالیایی (ونیزی) فرا مائورو ساخته شده و «بزرگ‌ترین یادبود نقشه‌نگاری قرون وسطی» در نظر گرفته می‌شود. این نقشه یک چرخه ستاره‌یاب دایره‌‍ای است که روی پوست کشیده شده، در قابی چوبی قرار گرفته و ابعاد آن بیش از دو در دو متر است. این نقشه به صورت سر و ته کشیده شده و جنوب آن در بالا قرار دارد. نقشه فرا مائورو معمولاً در کتابخانه ملی مارسیانا در ونیز ایتالیا نمایش داده می‌شود.
بخش‌های مختلف ایران شامل سرزمین پارس، پارت، ماد، کرمان، ایالت‌های مانند کردستان و لر، کوه زاگرس و بناهایی چون پرسپولیس در این نقشه قابل مشاهده است. نقشه فرا مائورو با جزئیات بالا برای مشاهده آنلاین توسط موزه گالیله در اختیار کاربران گذاشته شده است.
1. ↑  (Almagià 1944), discussing the copy of another map by Fra Mauro, in the Vatican Library.